# Moder
Moder je priimek več znanih Slovencev:
- Janko Moder (1914—2006), prevajalec, urednik in publicist
- Alenka Moder Saje (*1944), prevajalka
- Janez Moder (1941—1968), sestavljalec šahovskih problemov
- Jani Moder, jazz-kitarist
- Gregor Moder (*1949), umetnostni zgodovinar in prevajalec
- Gregor Moder (*1979), filozof, satirik-kabaretist?
- Ana Barič Moder (*1979), prevajalka